# Руда (притока Синки)
Руда — річка в Україні, в Житомирському районі Житомирської області, права притока Синки. Довжина 16 кілометрів[джерело?]. Назва річки походить від того, що на окремих її ділянках є невеликі ділянки залягання залізної руди, через що вода в річці має рудуватий відтінок.